# خورزاد یکم
خورزاد پور پادوسپان یا خورزاد یکم دومین اسپهبد دودمان پادوسپانیان بود که میان سال‌های ۷۵ تا ۱۰۵ هجری، به مدت ۳۰ سال در رویان حکومت داشت. در تمام دوران حکومت خورزاد، قلمرو پادوسپانی مطیع دابویگان بود.